# Victoria (Kansas)
Victoria è un comune degli Stati Uniti d'America, situato nello Stato del Kansas, nella contea di Ellis.